# Гомотюк Оксана Євгенівна
Окса́на Євге́нівна Гомотю́к (нар. 17 липня 1968, смт. Гусятин, Гусятинський район, Тернопільська область, Українська РСР) — українська науковиця у галузі історії, докторка історичних наук, професорка, кваліфікований історик, фахівчиня з історії та документознавства, завідувачка кафедри документознавства, інформаційної діяльності та українознавства Тернопільського національного економічного університету (до 2020 року), декан соціально-гуманітарного факультету ЗУНУ (з 2020).

## Життєпис

### Освіта
У 1990 р. закінчила Київський державний університет ім. Тараса Шевченка.
З грудня 1994 року до вересня 1997 року навчалася в аспірантурі Тернопільської академії народного господарства за спеціальністю «історія України».
У жовтні 2013 року проходила стажування без відриву від виробництва у Державному архіві Тернопільської області згідно з наказом № 281 від 23.09.2013.

### Трудова і наукова діяльність
З 1990 року до грудня 1994 року працювала асистентом кафедри українознавства Тернопільського інституту народного господарства.
28 серпня 1997 року захистила дисертацію «Центральна Рада в українському державотворчому процесі (березень 1917 — квітень 1918)» на здобуття наукового ступеня кандидата історичних наук за спеціальністю «історія України» у Київському державному університеті імені Т. Г. Шевченка. Рішенням Спеціалізованої вченої ради присуджено науковий ступінь кандидата історичних наук (диплом КН № 015273). Рішенням Атестаційної колегії від 17 жовтня 2002 року, протокол № 4144-Д присвоєно вчене звання доцента кафедри українознавства (диплом ДЦ № 005953).
5 червня 2008 року захистила дисертацію на тему: «Становлення і розвиток наукових засад українознавства (90-ті рр. ХІХ — перша третина ХХ ст.)» на здобуття наукового ступеня доктора історичних наук за спеціальністю 09.00.12 «українознавство» на засіданні спеціалізованої вченої ради Д.26.126.01 в Науково-дослідному інституті українознавства МОН України (диплом — ДД № 006930).
З 2007 року була здобувачем відділу історичних і теоретико-методологічних проблем українознавства НДІУ МОН України.
У серпні 2008 року обрана за оголошеним конкурсом на посаду завідувача кафедри документознавства, інформаційної діяльності та українознавства.
Загальний стаж науково-педагогічної роботи становить 27 років 11 місяців. Очолює науково-методичну комісію зі спеціальності 029 «Інформаційна, бібліотечна та архівна справа» з 2017 року. Є членом ученої ради ТНЕУ та юридичного факультету ТНЕУ.
У період з 25 квітня до 8 травня 2016 року пройшла стажування у рамках проекту «Електронна адміністрація в органах місцевого самоврядування», сертифікат від 08.06.16 в Akademia Pedagogiczna CONVIVENTIA (Польща).

## Нагороди
За багаторічну сумлінну працю, принципову життєву позицію, високу професійну майстерність, досягнення на науково-педагогічній ниві неодноразово нагороджувалася:
- грамотами ректора ТНЕУ;
- грамотою Тернопільської обласної державної адміністрації (2017);
- подякую Міністерства освіти і науки України (2016);
- грамотою Громадської ради при ТОДА (2017);

## Доробок
Загальний обсяг наукових і навчально-методичних праць, розроблених особисто Гомотюк О. Є., становить більше 100 праць загальним обсягом біля 200 друкованих аркушів, в тому числі: три монографії, 10 навчальних посібників, підготувала 1 кандидата історичних наук, під її керівництвом працює два здобувачі

### Найважливіші праці
Автореферати та дисертації на здобуття наукового ступеня:
- Гомотюк, О. Є. «Центральна Рада в українському державотворчому процесі (березень 1917– квітень 1918 рр.)»: автореф. дис. на здобуття наук. ступеня канд. істор. наук: спец. 07.00.01 — історія України / Оксана Євгенівна Гомотюк. — Київ, 1997.
- Гомотюк, О. Є. Становлення і розвиток наукових засад українознавства (90-ті рр. ХІХ — перша третина ХХ ст.): автореф. дис. на здобуття наук. ступеня док-ра істор. наук: спец. 09.00.12 — українознавство / Оксана Євгенівна Гомотюк. — Київ, 2008. — 510 с.
- Гомотюк, О. Є. Становлення і розвиток наукових засад українознавства (90-ті рр. XIX — перша третина XX ст.) [Текст]: дис… д-ра іст. наук: 09.00.12 / Гомотюк Оксана Євгенівна ; Тернопільський національний економічний ун-т. — К., 2007. — 510 c.

Книги:
- Гомотюк, О. Є. Історія України: навч.-метод. посіб. / О. Є. Гомотюк, М. В. Лазарович, О. В. Стаднійчук. — [2-ге вид., переробл.]. — Тернопіль: Економічна думка, 2009. — 48 с. Гомотюк, О. Є. Історія України: навч.-метод. посіб. / О. Є. Гомотюк, М. В. Лазарович, О. В. Стаднійчук. — Тернопіль: Гал-Друк, 2007. — 72 с.
- Гомотюк, О. Є. Університетська студентська наука та її місце в освітньому процесі у контексті Болонської декларації / О. Є. Гомотюк, Г. П. Журавель, Є. В. Паньків. — Тернопіль: Економічна думка, 2008. — 176 с.
- Гомотюк, О. Злет і трагедія українознавства на зламі епох (90-ті рр. ХІХ ст. — перша третина ХХ ст.): монографія / О. Гомотюк. — Тернопіль: Економічна думка, 2007. — 552 с.
- Гомотюк, О. Університетська студентська наука та її місце в освітньому процесі у контексті Болонської декларації / О. Гомотюк, Г. П. Журавель, Є. В. Паньків. — Тернопіль: Економічна думка, 2008. — 176 с.
- Гомотюк, О. Історія українознавства / О. Гомотюк . — К. : Академвидав, 2011. — 512 с.
- Економічне Тернопілля: реалії та перспективи = Economy of Ternopil region: realities and prospects / С. І. Юрій, В. Г. Дем'янишин, А. І. Крисоватий, О. Є. Гомотюк [та ін.] ; за ред. С. І. Юрія. — Тернопіль: Економічна думка, 2011. — 120 с.
- Історія середніх віків: навч. посіб. / О. Гомотюк, С. Батіг, Є. Паньків, М. Паньків. — Запоріжжя: Прем'єр, 2000. — 170 с. 59.
- Історія України (Х-ХІ кл.): навч. посіб. / О. Гомотюк, С. Батіг, Є. Паньків, М. Паньків. — [2-е вид., доп. і доопрац.]. — Тернопіль: Тайп, 2007. — 291 с.
- Історія української культури: навч. посіб. / О. Є. Гомотюк, Н. І. Білик, О. Я. Калакура, Н. М. Юрчак. — [2-ге вид.]. — Тернопіль: Астон, 2012. — 224 с.
- Історія української культури: навч. посіб. / О. Є. Гомотюк, Н. І. Білик, О. Я. Калакура, Н. М. Юрчак. — Тернопіль: Астон, 2011. — 224 с.
- Історія української культури: навч. посіб. / О. Є. Гомотюк, Н. І. Білик, О. Я. Калакура, Н. М. Юрчак. — [4-е вид.]. — Тернопіль: Астон, 2014. — 224 с.

Статті:
- Гомотюк, О. «Воєнний комунізм» та його законодавче оформлення / О. Гомотюк, Є. Паньків // Актуальні проблеми правознавства: наук. зб. юрид. ін-ту Терноп. акад. народ. госп.-ва / редкол. : З. Гладун [та ін.]. — Тернопіль: «Терно-граф», 2000. — Вип. 1 — С. 14-21
- Гомотюк, О. Виклики сучасного світу: концепт психофілософського осмислення українського буття / О. Гомотюк // Українознавство. — 2010. — № 4(37). — С. 325—328. — Рец. на монографію: Сніжок, В. Українознавство: природна психофілософська концепція / В. Сніжок. — К. : ННДІУ, 2010. — 528 с.
- Гомотюк, О. Внесок Івана Франка у розвиток українознавства / О. Гомотюк // Інтелігенція і влада: матеріали Третьої Всеукр. наук. конф. — Одеса: Астропринт, 2003. — Вип. 2. — С. 19-25.
- Гомотюк, О. Є. Історик у контексті епохи (до 75-річчя доктора історичних наук, професора Калакури Ярослава Степановича) [Електронний ресурс] / О. Є. Гомотюк // Мандрівець: всеукр. наук. журнал. — 2012. — № 4 — С. 87-90.
- Гомотюк, О. Є. Історія та культура козацтва у наукових студіях І. Я. Франка [Електронний ресурс] / О. Є. Гомотюк // Українознавство. — 2011. — № 3 (40). — С. 115—123.
- Гомотюк, О. Є. Історія українського народу у науково-освітньому просторі кінця ХІХ — початку ХХ століття [Електронний ресурс] / О. Є. Гомотюк // Наукові записки Тернопільського національного педагогічного університету імені Володимира Гнатюка. Сер. Історія. — Тернопіль: Вид-во ТНПУ iм. В. Гнатюка, 2013. — Вип. 1, ч. 2. — С. 132—139.
- Гомотюк, О. Є. Образ Тараса Шевченка в суспільній та індивідуальній пам'яті українців / О. Є. Гомотюк // Психологія і суспільство. — 2014. — Спецвипуск. — С. 26-27.
- Гомотюк, О. Є. Рец. Калакура Я. Українознавче дослідження: теорія та методологія [Електронний ресурс] / О. Гомотюк, О. Ярошинський // Мандрівець. — 2012. — № 5. — С. 84-86.
- Гомотюк, О. Є. Цінне дослідження з історії інституціоналізації документознавства: [рец. на кн. : Бездрабко В. Документознавство в Україні: інституціоналізація та сучасний розвиток. — К. : Четверта хвиля, 2009. — 720 с. [Електронний ресурс] / О. Є. Гомотюк.
- Гомотюк, О. Згортання українознавства в умовах утвердження сталінського тоталітарного режиму / О. Гомотюк // Наукові записки Тернопільського національного педагогічного університету ім. В. Гнатюка. Сер. Історія / за заг. ред. М. Алексієвця. — Тернопіль: Вид-во Терноп. нац. пед. ун-ту ім. В. Гнатюка, 2006. — Вип. 1. — С. 39-45.
- Гомотюк, О. Здобутки міжвоєнного українознавства на теренах Західної України [Електронний ресурс] / Оксана Гомотюк // Наукові виклади. — 2006. — № 4. — С. 47-54.
- Гомотюк, О. Здобутки українознавства: історичні уроки / О. Гомотюк //Українознавство. — 2010. — № 4 (37). — С. 44-49.
- Гомотюк, О. Злети, падіння й розвій українознавства: історичні уроки / Оксана Гомотюк // Психологія і суспільство. — 2009. — № 4. — С. 11-24.
- Гомотюк, О. Зовнішньополітична діяльність Української держави (період Гетьманату) / О. Гомотюк, Л. Давидович // Наукові записки Тернопільського державного педагогічного університету. Сер. Історія / за заг. ред. М. Алексієвця. — Тернопіль: Вид-во Терноп. держ. пед. ун-ту ім. В. Гнатюка, 2001. — Вип. 14. — С. 176—179